# Округ Адамс (Мисисипи)
Округ Адамс (енгл. Adams County) је округ у америчкој савезној држави Мисисипи.

## Демографија
По попису из 2010. године број становника је 32.297, што је 2.043 (-5,9%) становника мање него 2000. године.
| Група             | 2000.          | 2010.          |
| Белци             | 15.701 (45,7%) | 12.485 (38,7%) |
| Афроамериканци    | 18.117 (52,8%) | 17.287 (53,5%) |
| Азијати           | 85 (0,2%)      | 127 (0,4%)     |
| Хиспаноамериканци | 273 (0,8%)     | 2.150 (6,7%)   |
| Укупно            | 34.340         | 32.297         |